# Тре (месяц)
Тре (арм. Տրե) — четвёртый месяц древнеармянского календаря. Тре имел 30 дней, начинался 9 ноября и заканчивался 8 декабря. Название месяца связано с именем древнеармянского бога письменности, мудрости и знаний Тира.